# Splachnales
Splachnales é uma ordem de musgos da classe Bryopsida da subdivisão Bryophytina da divisão Bryophyta. O grupo inclui duas famílias.

## Descrição
Os musgos incluídos na ordem Splachnales são acrocárpicos, com caulídios que apresentam, quando em secção transversal, uma estrutura caulinar central bem diferenciada.
Os filídios (folhas) apresentam uma nervura central simples, geralmente com células lisas com morfologia rômbicas a alongadas. As células do limbo do filídio (página da "folha") não são diferenciadas.
As espécies conhecidas são ou dióicas ou monoicas. A cápsula produtora de esporos tem um pescoço (seta) distinto. O peristoma está geralmente presente.

## Sitemática
A ordem Splachnales agrupa 2 famílias:
- Splachnaceae — com 2 subfamílias, 6 géneros e 72 espécies;
- Meesiaceae — com 5 géneros e 13 espécies.